# Saint-Germain-des-Prés (Maine-et-Loire)
Saint-Germain-des-Prés [sɛ̃ ʒɛʁmɛ̃ de pʁe] ist eine französische Gemeinde mit 1.396 Einwohnern (Stand: 1. Januar 2022) im Département Maine-et-Loire in der Region Pays de la Loire. Sie gehört zum Arrondissement Angers und zum Kanton Chalonnes-sur-Loire. Die Einwohner werden Germanopratains genannt.

## Geographie
Die Gemeinde Saint-Germain-des-Prés liegt an der Loire, etwa 20 Kilometer westsüdwestlich von Angers. Zum Gemeindegebiet gehört ein Teil der Flussinsel Île de Chalonnes in der Loire. Nachbargemeinden von Saint-Germain-des-Prés sind Saint-Augustin-des-Bois im Norden, Saint-Georges-sur-Loire im Osten, Chalonnes-sur-Loire im Südosten und Süden, Mauges-sur-Loire im Süden und Südwesten sowie Champtocé-sur-Loire im Westen. Am Nordrand der Gemeinde Saint-Germain-des-Prés verläuft die Autoroute A11.

## Bevölkerungsentwicklung
| Jahr                       | 1962 | 1968 | 1975 | 1982 | 1990 | 1999 | 2006 | 2013 | 2022 |
| Einwohner                  | 848  | 761  | 792  | 981  | 1139 | 1134 | 1301 | 1400 | 1396 |
| Quellen: Cassini und INSEE |      |      |      |      |      |      |      |      |      |

## Sehenswürdigkeiten
- Kirche Saint-Germain aus dem 19. Jahrhundert, seit 2007 Monument historique
- Schloss La Touche-Savary mit Schlosskapelle aus dem Jahr 1776, Monument historique seit 1972
- Schloss La Missionière aus dem 18. Jahrhundert
- Schloss La Chauvière
- Schloss La Jubinière

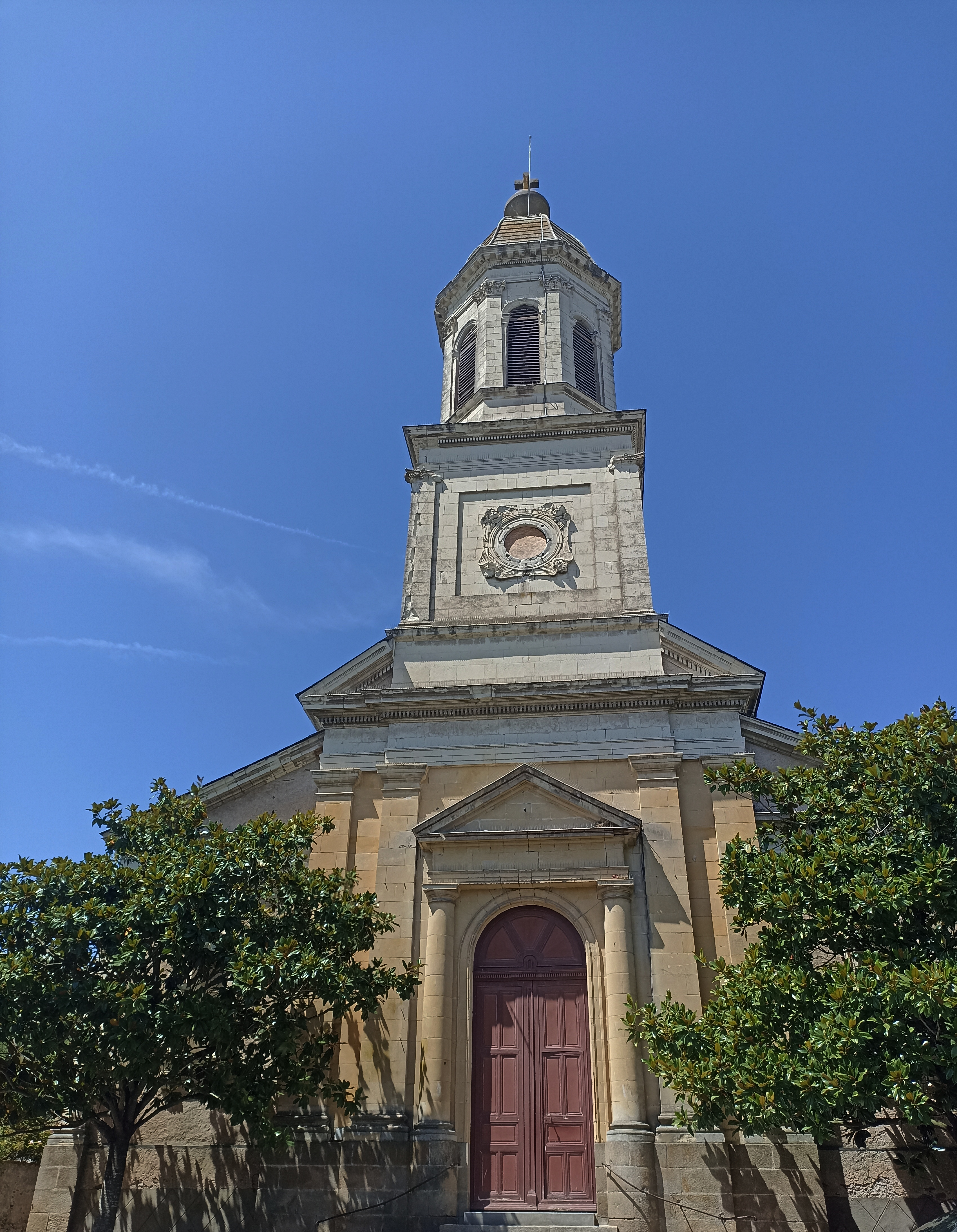
Kirche Saint-Germain

## Weinbau
Die Reben im Gemeindegebiet gehören zum Weinbaugebiet Anjou.

## Partnerschaft
Mit der gleichlautenden Gemeinde Saint-Germain-des-Prés im Département Loiret besteht eine Partnerschaft.

## Persönlichkeiten
- Félix Lorin (1853–1932), Historiker, Jurist und Schriftsteller